# Trautonium

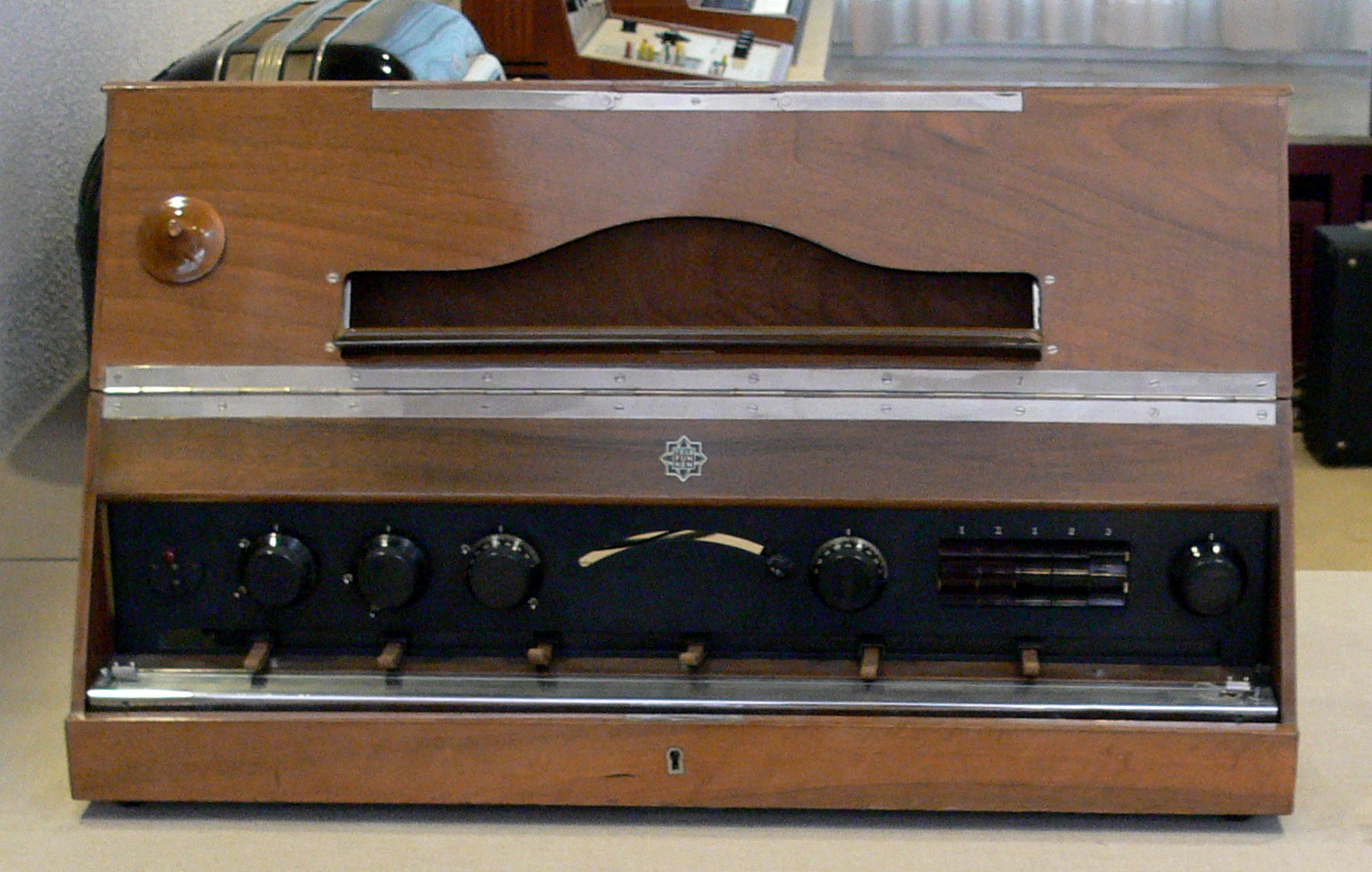
Telefunken Volkstrautonium, 1933
(Telefunken Trautonium Ela T 42 (1933–35)), en produktionsversion av den trautonium som utvecklades av Telefunken, Friedrich Trautwein och Oskar Sala från 1931 och framöver.

Trautonium är en elektronisk synthesizer, uppfunnen år 1930 av Friedrich Trautwein i Berlin, vid Musikhochschules musik- och radiolaboratorium  (Rundfunkversuchstelle). Trautonium är ett instrument som är en föregångare till den moderna synthesizern.